# Akbar Joʻrayev
Akbar Joʻrayev (auch: Akbar Djuraev; * 8. Oktober 1999 in Taschkent, Usbekistan) ist ein usbekischer Gewichtheber. Bei den Olympischen Sommerspielen 2020 wurde er Olympiasieger in der Gewichtsklasse bis 109 kg.

## Karriere
Joʻrayevs Karriere begann bereits im Jugendbereich mit zahlreichen Erfolgen. Im Alter von 17 Jahren nahm er erstmals an einer Junioren-Weltmeisterschaft teil und belegte bei dem Wettkampf in Tokio den sechsten Rang im Zweikampf aus Stoßen und Reißen in der Gewichtsklasse bis 105 kg. Noch im selben Jahr trat Joʻrayev bei der Weltmeisterschaft im Gewichtheben im US-amerikanischen Anaheim an und wurde dort 13. mit einem Gesamtergebnis von 373 kg.
In der Saison 2018 nahm Joʻrayev erneut an der Junioren-Weltmeisterschaft teil, die im Juli in seiner Heimatstadt Taschkent ausgetragen wurde. In den beiden Teildisziplinen Reißen und Stoßen sowie im olympischen Zweikampf wurde der Lokalmatador lediglich vom Georgier Irakli Tschcheidse überboten und gewann somit die Silbermedaille. Bei der im November 2018 ausgetragenen Weltmeisterschaft im Gewichtheben 2018 in der turkmenischen Hauptstadt Aşgabat trat Joʻrayev in der Gewichtsklasse bis 102 kg an und wurde dort 4., wobei er in der Teildisziplin Reißen mit 180 kg das beste Ergebnis im Teilnehmerfeld erzielte. Sowohl das Ergebnis im Reißen als auch das Gesamtergebnis von 392 kg bedeuteten einen neuen Junioren-Weltrekord.
Seit Beginn der Saison 2019 tritt Joʻrayev in der olympischen Gewichtsklasse bis 109 kg an. In dieser Gewichtsklasse gewann der usbekische Athlet die Silbermedaille bei der Asienmeisterschaft 2019 im chinesischen Ningbo, wo er ein Gesamtergebnis von 410 kg erreichte und damit einen weiteren Junioren-Weltrekord aufstellte. Kurz darauf gewann Joʻrayev die Junioren-Weltmeisterschaft in Suva mit einem Ergebnis von 398 kg.
Den Auftakt zur Olympiasaison 2021 bildete die Asienmeisterschaft 2020 in Taschkent, die aufgrund der COVID-19-Pandemie ebenfalls um ein Jahr verschoben wurde und im April 2021 stattfand. Mit einem Gesamtergebnis von 428 kg belegte Joʻrayev bei der Kontinentalmeisterschaft den Silberrang hinter seinem Landsmann Ruslan Nurudinov, der in der Gesamtabrechnung ein Kilogramm mehr gehoben hatte.
Der olympische Wettkampf in der Gewichtsklasse bis 109 kg fand am 3. August 2021 im Tokyo International Forum statt. Nach dem Reißen belegte Joʻrayev Rang 2 mit 193 kg hinter dem Armenier Simon Martirosjan, der mit 195 kg einen neuen olympischen Rekord aufgestellt hatte. Im Stoßen gelang dem Usbeken in der dritten Aufnahme ein gültiger Versuch bei 237 kg, was einen neuen olympischen Rekord in dieser Disziplin sowie in der Gesamtabrechnung bedeutete. Der Armenier Martirosjan hatte daraufhin mit zwei Versuchen bei 238 kg die Chance, die olympische Konkurrenz für sich zu entscheiden. Ihm gelang jedoch kein gültiger Versuch, sodass Joʻrayev mit einem Gesamtergebnis von 430 kg Olympiasieger wurde. Der Athlet aus Taschkent gewann damit eine von drei Goldmedaillen der usbekischen Delegation bei den Olympischen Sommerspielen 2020. Während der Schlussfeier war er der Fahnenträger seiner Nation.
Bei den Olympischen Spielen 2024 in Paris trat Joʻrayev in der Klasse bis 102 kg an und gewann die Silbermedaille.